# Servantes de Notre-Dame des Douleurs de Nocera de' Pagani
Les Servantes de Notre-Dame des Douleurs de Nocera de' Pagani (en latin : Congregatio Sororum Servarum Mariae Perdolentis) sont une congrégation religieuse féminine enseignante et hospitalière de droit pontifical. 

## Histoire
La congrégation est fondée le 13 juillet 1872 à Nocera Superiore par Maria Consiglia Addatis pour prendre soin des orphelins. La règle est approuvée le 2 juillet 1874 par Mgr Raffaele Ammirante, évêque de Nocera. Appelées à l'origine Ermites de la Salette, les sœurs prennent en 1880 le nom d'Ermites de Notre-Dame des Douleurs du Tiers-Ordre des Servites de Marie. L'institut connaît un moment de grande floraison entre 1880 et 1896 ; la première maison hors d'Italie est ouverte en 1961 au Canada.
L'institut est agrégé à l'Ordre des Servites de Marie le 25 octobre 1880 et reçoit le décret de louange le 25 juin 1951. 

## Activités et diffusion
Les sœurs se consacrent à l'enseignement et aux soins des personnes âgées et des malades.
Elles sont présentes en:
- Europe : Italie.
- Amérique : Argentine, Canada, Mexique.
- Asie : Indonésie.

La maison-mère est à Rome.
En 2017, la congrégation comptait 52 sœurs dans 9 maisons.